# Rob (épicerie)

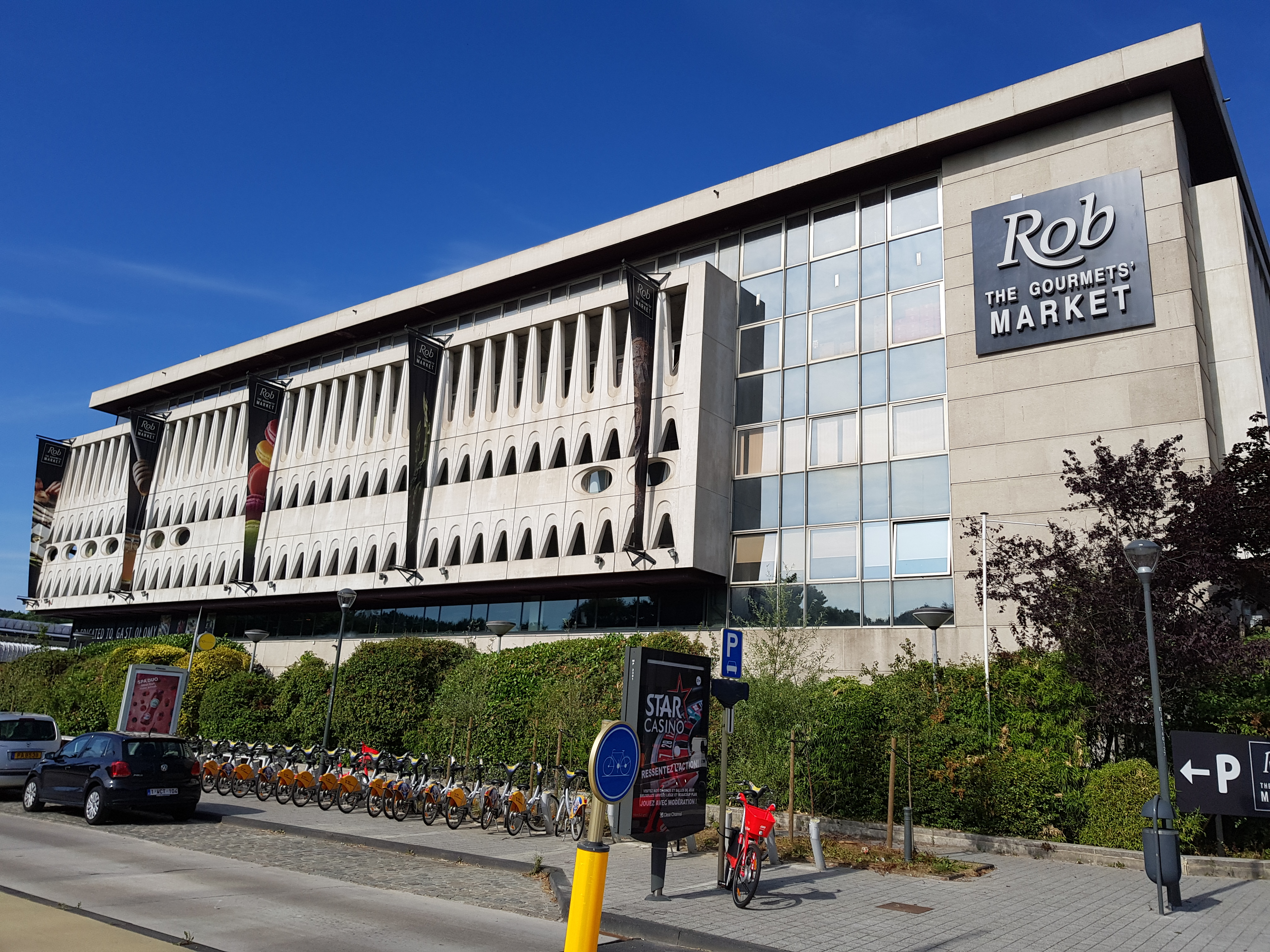
Rob à Woluwe-Saint-Pierre

Rob est une épicerie fine fondée à Bruxelles en 1946 par Charles-Marie Ierna - surnommé Robert, ou Rob. Elle emploie 200 personnes et est visitée par 9.000 clients par semaine (2017).

## Histoire de l'enseigne
1946 est l'année d'ouverture d'un premier magasin, chaussée d'Ixelles. Le succès et le développement des affaires permet d'étendre rapidement sa superficie de 200 à 400 m².
En 1952, le magasin de la chaussée d'Ixelles, n° 7-9 est bâti pour Rob par l'architecte Albert Nottebaert.
En 1960, un second magasin de 650 m² ouvre au Fort Jaco, à Uccle (chaussée de Waterloo, 1331).
En 1972, Rob ouvre un magasin supplémentaire de 6.000 m², sur le boulevard de la Woluwe à Woluwe-Saint-Pierre, dans un quartier alors peu bâti. Le bâtiment, à nouveau dessiné par Albert Nottebaert, est alors controversé mais apparaît aujourd'hui comme représentatif de l'architecture de l'époque.
Dans les années 1980, l'enseigne, endettée, replie progressivement son activité sur le magasin de Woluwe et s'ancre dans le haut de gamme, la qualité et une variété de produits inégalée à Bruxelles ; elle propose par exemple aujourd'hui plus de 400 fromages, 2.200 étiquettes de vin et jusque 32 variétés de sel.
En 1988, l'enseigne est rachetée par GB - elle-même reprise ensuite par le Groupe Carrefour - mais conserve son indépendance à l'égard du groupe.
Le magasin de la chaussée d'Ixelles est fermé 1994 celui de Fort Jaco ferme à la même époque, mais l'enseigne reste propriétaire du bâtiment où s'est installé depuis un concurrent : la Grande épicerie.
En 2016, la décision est prise d'installer à nouveau un Rob au Fort Jaco à Uccle, chaussée de Waterloo, 1250, dans les anciens garages D'Ieteren, à quelques mètre de la Grande épicerie. En 2018 cette décision est annulée.